# Азимбаев, Чингис
Чингис Азимбаев, другой вариант имени — Чингиз (каз. Шыңғыс Әзімбаев; 1885 год, Томская губерния — 1973 год) — старший чабан колхоза имени Абая Абаевского района Семипалатинской области, Казахская ССР. Герой Социалистического Труда (1948).
Родился в 1886 году в крестьянской семье в Томской губернии (на территории современного Абайского района Восточно-Казахстанской области). Трудился чабаном, старшим чабаном в колхозе имени Абая Абаевского района.
За выдающиеся трудовые достижения удостоен звания Героя Социалистического Труда указом Президиума Верховного Совета СССР от 23 июля 1948 года c вручением ордена Ленина и золотой медали «Серп и Молот».
Умер в 1973 году.